# Centre de llançament de satèl·lits de Wenchang
El Centre de Llançament de Satèl·lits de Wenchang (WSLC), situat prop de Wenchang, en la costa nord-est de l'illa de Hainan és un antic centre de proves suborbitals actualment en actualització. És la quarta instal·lació de llançament de vehicles espacials, i situada més al sud, de la República Popular de la Xina. Ha estat seleccionada especialment per la seva baixa latitud, que està a només 19 graus al nord de l'equador, la qual cosa permetrà un augment substancial de la càrrega útil, necessària per al futur programa tripulat, l'estació espacial i el programa d'exploració de l'espai profund. A més, serà capaç de llançar els nous vehicles Llarga Marxa 5 (CZ-5), actualment en desenvolupament.
A diferència dels centres espacials en el continent que el seu ample de via és massa estret per transportar els nous vehicles de 5 metres, Wenchang farà ús del seu port marítim per als lliuraments. Els llançaments inicials del CZ-5 s'esperen per 2014, un any després de la prevista engegada del Centre de Wenchang.

## Història
Les consideracions polítiques han ajornat la construcció d'un gran centre espacial a Hainan moltes vegades, ja que es considerava massa vulnerable a un atac exterior. Després de la fi de la Guerra Freda i la disminució de les tensions globals, es van presentar nous projectes per al seu desenvolupament.
Avui dia, cinc llançaments han tingut lloc des d'aquest centre, sent el primer el 1988 amb el vehicle suborbital de llançament Zhinü 1.
D'acord amb un informe de la Televisió Central de la Xina (CCTV), la construcció del nou Centre de Llançament de Satèl·lits de Wenchang va ser aprovada oficialment pel Consell d'Estat i la Comissió Militar Central de la República Popular de la Xina el 22 de setembre de 2007.
A la fi d'octubre de 2007, l'alcalde de la ciutat de Wenchang va anunciar que 1.200 hectàrees de terra s'obtindrien per al centre i més de 6.000 persones, la majoria dels poblats de Longlou
Un article posterior, al novembre de 2007, va indicar que el lloc actual de llançament estaria a prop Longlou, mentre que un parc temàtic de la ciència espacial es construiria prop de Dongjiao. Una fotografia de satèl·lit d'abril de 2011 mostra una nova clariana a prop la platja que podria ser la plataforma de llançament.

## Plataformes de llançament
- Està planejada la construcció de 3 plataformes de llançament.